# Paternoster Valley
Das Paternoster Valley ist ein Tal im Norden von Signy Island im Archipel der Südlichen Orkneyinseln. Es erstreckt sich von der Stygian Cove in südlicher Richtung.
Das UK Antarctic Place-Names Committee benannte es 1974 nach der stufenförmigen Anordnung der drei kleinen Seen in diesem Tal (Moss Lake, Changing Lake und Sombre Lake), die an einen Paternosteraufzug erinnert.